# Vojko Adamič
‎
Vojko Adamič, slovenski častnik, agronom, veteran vojne za Slovenijo, * 20. avgust 1956.
Polkovnik Adamič je upokojeni pripadnik Slovenske vojske.

## Izobrazba
Končal je študij zootehnike na Biotehniški fakulteti v Ljubljani, diplomiral je leta 2002 z nalogo Preusmeritev kmetije 'Jerom' v rejo koz mesne pasme.

## Vojaška kariera
Poveljnik voda v PSD četi TO (1979–80), NOUZ OŠTO Center (1980–83), poveljnik 1/1. Br. TO (1984–85) NOUZ MŠTO Ljubljana (1986–90), načelnik štaba TO Ljubljana (1990–91) poveljnik, 1/52 br (1993), namestnik poveljnika 52 br. (1994–95) GŠSV (1995–2001) častnik za politko izobraževanja v SHAPE, (NATO) (2001–2004), poveljnik 17. BVP  (2004–2006), poveljnik 5. OIB, (2006–2009), poveljnik kontingenta v Libanonu (2007), PSSV G-2 (2009–2010) in KFOR HQs (2010–2011).

## Politična kariera
Na lokalnih volitvah 2022 je kandidiral za župana Občine Ivančna Gorica, in sicer kot kandidat stranke Gibanje Svoboda. Zasedel je drugo mesto med štirimi kandidati, dobil je 17,03 % oz. 1043 glasov občanov. Skupaj s še štirimi kandidati stranke je bil izvoljen v občinski svet.
Konec leta 2023 je predsednik vlade Robert Golob potrdil, da bo Adamiča predlagal za novega ministra za kmetijstvo, gozdarstvo in prehrano. Januarja 2024 si je premislil in za novo ministrico predlagal Matejo Čalušič.

## Odlikovanja in priznanja
- zlata medalja generala Maistra z meči (31. januar 1992)
- srebrna medalja generala Maistra (11. maj 2000)
- srebrna medalja Slovenske vojske (27. oktober 1997)
- spominski znak Obranili domovino 1991
- spominski znak Borovnica
- spominski znak ob deseti obletnici vojne za Slovenijo (25. april 2002)
- Srebrni častni znak Svobode Republike Slovenije (2005)
- medalja Maneverske strukture narodne zaščite  (1992)